# Yeter
Yeter é uma série de televisão turca, produzida pela Koliba Film e exibida pela ATV de 31 de dezembro de 2015 a 22 de dezembro de 2016, em 40 episódios, com direção de Tarkan Karlıdağ.
Conta com as participações de Pelin Karahan e Yurdaer Okur, Yeter gira em torno de um casamento que parece perfeito.

## Enredo
Aylin se casa com o famoso cirurgião Yekta Harmanlı, que transforma sua vida em um pesadelo. A situação se torna insustentável quando ela percebe que seu filho, Kaan, está se tornando um homem violento como seu pai, dia após dia. É por isso que, quando ela descobre que está grávida novamente, finge a morte de sua filha durante o parto, entregando-a a seu irmão e sua esposa, que não puderam se tornar pais. Aylin passará cinco anos economizando dinheiro para fugir de seu marido, mas tudo se torna difícil quando Yekta descobre seu plano e o segredo de sua filha começa a ser revelado.

## Elenco
- Pelin Karahan como Aylin Harmanlı
- Yurdaer Okur como Yekta Harmanlı
- Korel Cezayirli como Uras
- Wilma Elles como İdil
- Tolga Evren como Yılmaz
- Selen Domaç como Filiz
- Ayşin Yeşim Çapanoğlu como Handan
- Fatih Koyunoğlu como Zafer
- Osman Albayrak como Coşkun
- Tuğçe Kurşunoğlu como Ebru
- Deniz Özmen como Dr. Selçuk
- Cansu Kurgun como Ada
- Mustafa Mert Koç como Mert
- Vahdet Çakar como Kemal
- Doğan Can Sarıkaya como Kaan Harmanlı
- Eliz Neşe Çağın como Duru
- Cenk Torun como Gökhan
- Ekin Türkmen como Miray
- Hazım Körmükçü como Atlas
- Hakan Ummak como Tayfun
- Sibel Şişman como Yonca
- Erdoğan Kapısız como Şevket
- Hande Özen como Ela
- Serhat Üstündağ como Mahir